# Pere Tomàs
Pere Tomàs Noguera (Llucmajor, Baleares, 5 de septiembre de 1989) es un jugador español de baloncesto que pertenece a la plantilla del Covirán Granada de la Liga Endesa. Con 2,00 metros de altura, juega de alero.

## Trayectoria

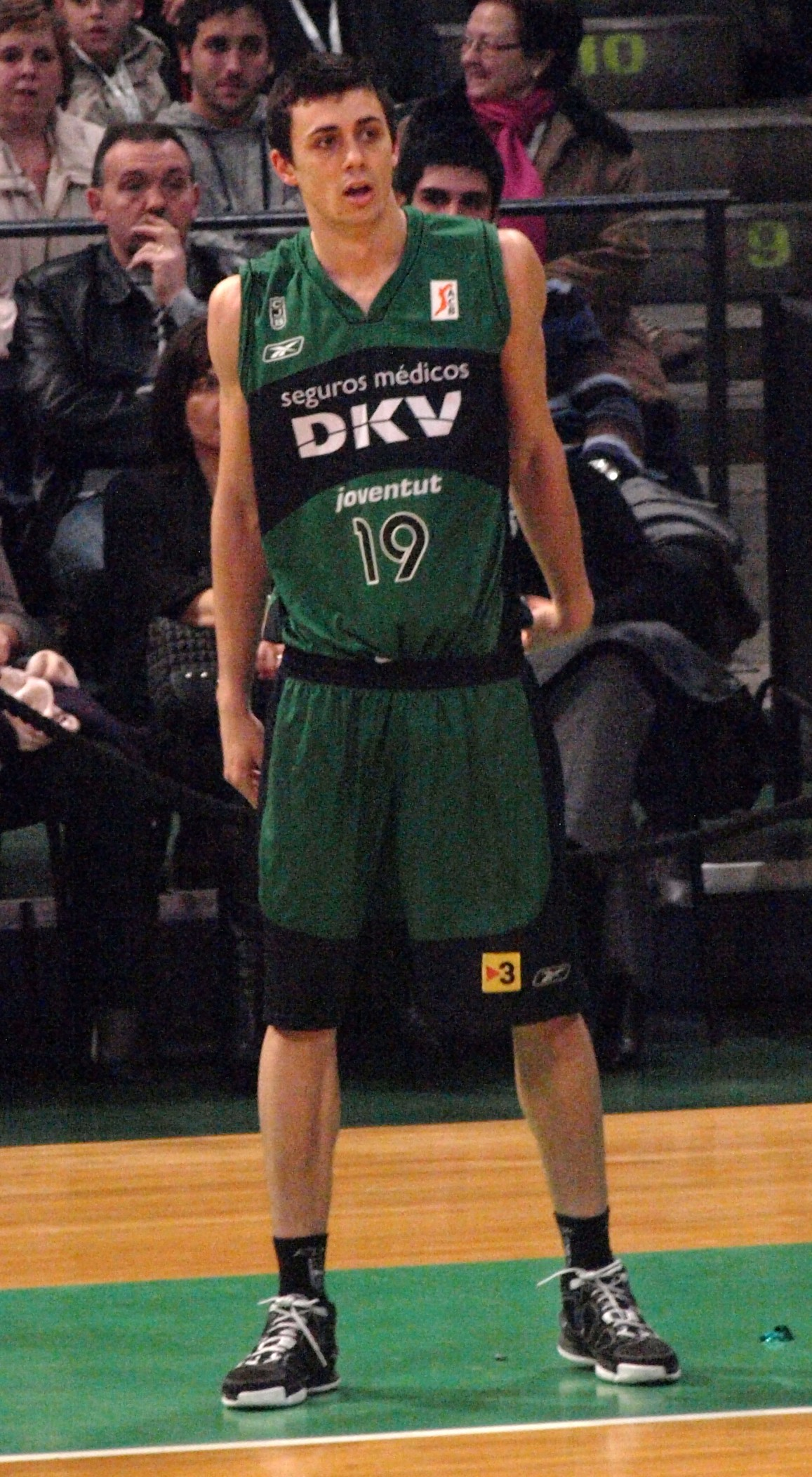
Pere Tomás con la camiseta del DKV Joventut.

Tomàs se formó en las categorías inferiores del Joventut de Badalona. En 2007 se incorporó al Club Bàsquet Prat de la LEB Plata junto a Carlos Martín y Christian Eyenga, sustituyendo a Henk Norel y Pau Ribas como jugadores vinculados al Joventut, lo que le permitía alternar los dos equipos.
Su debut en la ACB se produjo el 16 de febrero de 2008 en un partido que enfrentó al Joventut con el Baloncesto Fuenlabrada. La 2008/09 pasó a formar parte de la primera plantilla del DKV Joventut, equipo en el que estuvo hasta 2013.
Las tres siguientes temporadas defendió la camiseta del CAI Zaragoza.
La temporada 2016-2017 la disputó con el ICL Manresa, tras el descenso del cual, ficha por el RETAbet Bilbao Basket. Tras un nuevo descenso, vuelve a fichar por el Bàsquet Manresa para la temporada 2018-19.
La temporada 2019-20 en Manresa disputó 24 partidos entre la liga y Europa y promedió 6,5 puntos y 4 rebotes en 18 minutos.
El 12 de agosto de 2020, el Acunsa GBC hace oficial la incorporación del jugador para disputar la temporada 2020-21 en la Liga Endesa.
El 24 de marzo de 2021 se confirmó que el jugador había contraído el COVID-19.
El 9 de agosto de 2021, firma por el Covirán Granada de la Liga LEB Oro.

## Selección nacional
Ha sido internacional con la selección de baloncesto de España a nivel júnior y cadete. Con ella ha ganado la medalla de bronce en el Campeonato Europeo de Baloncesto sub-16, sub-18 y sub-20 en dos ocasiones.